# David Bell (philosophe)
Pour les articles homonymes, voir David Bell et Bell.
David Andrew Bell (né en 1947) est professeur émérite de philosophie à l'université de Sheffield après avoir étudié à Dublin (Trinity College Dublin), Göttingen et au Canada (université McMaster).
Il est connu pour son travail relatif à la philosophie continentale d'un point de vue analytique (en particulier le travail d'Edmund Husserl), ainsi que pour l'intérêt qu'il porte au solipsisme et autres domaines de la philosophie de l'esprit, de la philosophie du langage, de la logique et de la philosophie des mathématiques. Il a participé à une conférence à la British Society for the History of Philosophy.

## Principales publications
- The Analytic Tradition: Meaning, Thought, and Knowledge (Oxford, 1990)  (ISBN 0-631-17686-1)
- Husserl (London, 1990)  (ISBN 0-415-03300-4)
- Frege's Theory of Judgement (Oxford, 1979)  (ISBN 0-19-827423-8)

## Source de la traduction
- (en) Cet article est partiellement ou en totalité issu de l’article de Wikipédia en anglais intitulé « David Bell (philosopher) » (voir la liste des auteurs).